# 志賀泉
志賀 泉（しが いずみ、1960年10月22日 - ）は、日本の小説家。

## 人物
福島県南相馬市出身。福島県立双葉高等学校、二松學舍大学文学部卒業。15年間、書店兼ギャラリーに勤務。趣味はギャラリーめぐり。『指の音楽』（筑摩書房）で、2004年（平成16年）第20回太宰治賞受賞。
「立入禁止区域、双葉～されどわが故郷」（佐藤武光監督）、「原発被災地になった故郷への旅」（杉田このみ監督）など、福島第一原発事故を題材とした映画の制作にも関わっている。

## 著書
- 『スプーン』（新風舎、1996.8）
- 『指の音楽』（筑摩書房、2004.10）
- 『TSUNAMI』（筑摩書房、2007.8）
- 『無情の神が舞い降りる』（筑摩書房、2017.2）
- 『百年の孤舟』(叢書東北の声）荒蝦夷, 2021.3